# Moše Kol
Moše Kol (hebrejsky: משה קול, rodným jménem משה קולודני, Moše Kolodny; 28. května 1911 – 7. července 1989) byl izraelský politik a bývalý poslanec Knesetu za strany Pokroková strana, Liberální strana a Nezávislí liberálové.

## Biografie
Narodil se ve městě Pinsk v tehdejší Ruské říši (pak Polsko, dnes Bělorusko). Zde vystudoval základní židovskou náboženskou školu. V roce 1932 přesídlil do dnešního Izraele. Absolvoval Hebrejskou univerzitu.

## Politická dráha
V mládí patřil v Polsku mezi zakladatele sionistického hnutí ha-Oved ha-cijoni. V roce 1933 po přesídlení do dnešního Izraele zakládal jeho regionální organizaci a byl tajemníkem hnutí. Podílel se na vzniku kibucu ha-Mefales v dnešním městě Kfar Saba, který byl napojen na hnutí ha-No'ar ha-cijoni. V letech 1941–1946 byl členem výkonného výboru odborové centrály Histadrut. V roce 1936 zasedl ve vedení Židovské agentury, kde v letech 1947–1966 vedl odbor pro mladé imigranty. Byl členem Prozatímní státní rady a jedním ze signatářů Deklarace nezávislosti Státu Izrael. Patřil mezi zakladatele Pokrokové strany.
V izraelském parlamentu zasedl poprvé už po volbách v roce 1951, do nichž šel za Pokrokovou stranu. Mandátu se ale vzdal již po několika týdnech, v září 1951. Za Pokrokovou stranu pronikl do Knesetu až ve volbách v roce 1959. Byl členem parlamentního výboru pro vzdělávání a kulturu. V průběhu volebního období přešel do Liberální strany. Za ni se dočkal dalšího mandátu ve volbách v roce 1961. Byl předsedou parlamentního výboru pro vzdělávání a kulturu. Během funkčního období přešel do poslaneckého klubu formace Nezávislí liberálové. Na její kandidátce byl zvolen ve volbách v roce 1965. Stal se členem výboru pro vzdělávání a kulturu a výboru pro veřejné služby. Mandátu poslance se ovšem vzdal krátce po zvolení, v lednu 1966. Za Nezávislé liberály se dočkal zvolení i ve volbách v roce 1969. Po nich ovšem opět na post poslance rezignoval, v prosinci 1969. Na kandidátce Nezávislých liberálů pak do Knesetu pronikl po volbách v roce 1973. Mandátu se opět vzdal, již v březnu 1974. Ve volbách v roce 1977 mandát neobhájil.
Zastával i vládní posty. Po dlouhou dobu, v letech 1966–1977 byl ministrem turismu a v letech 1966–1969 také ministrem rozvoje.